# Fecunditas

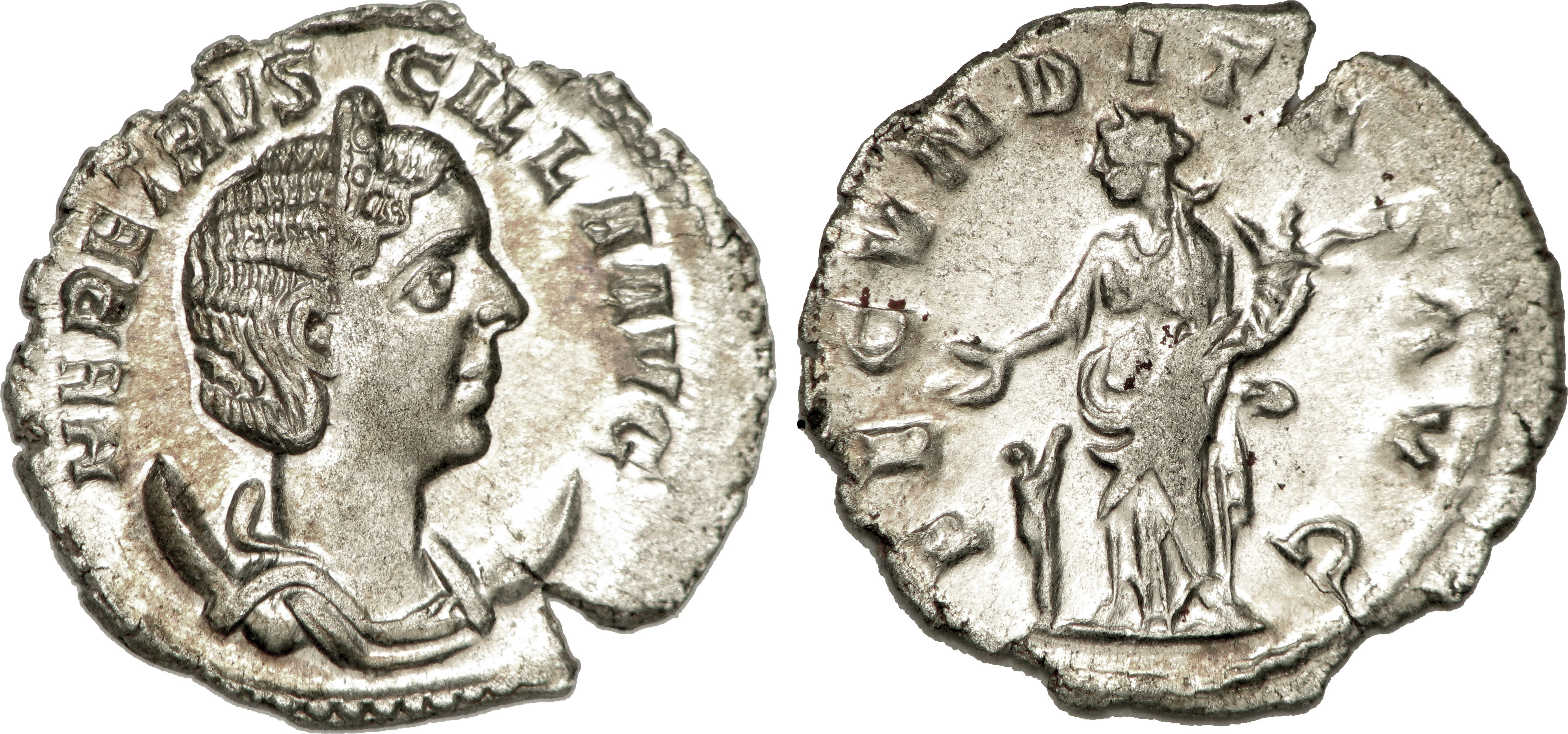
Antoninian der Herennia Etruscilla mit der Personifikation der Fecunditas auf der Rückseite

Fecunditas (oder Fecunditas Augusta) ist die römische Personifikation der Fruchtbarkeit, insbesondere der Kaiserinnen.
Der Fecunditas wurde 63 n. Chr. auf Beschluss des Senats ein Tempel in Rom gelobt, nachdem Poppaea Sabina Kaiser Nero eine Tochter geboren hatte.
Auf Münzen wird Fecundidas von Antoninus Pius bis Claudius Gothicus dargestellt, in der Regel mit einem Zepter in der Hand und einem Kleinkind.